# Bibeb
Bibeb, pseudoniem van Elisabeth Maria Lampe-Soutberg (Sloten, 15 juni 1914 – Scheveningen, 18 januari 2010) was een Nederlands journaliste. Ze was vooral bekend als interviewer, verbonden aan het weekblad Vrij Nederland.

## Loopbaan
Bibeb stond in 1931, toen ze zeventien jaar oud was, al ingeschreven als journalist. Ze begon met schrijven voor bladen van De Nieuwe Pers, in het bijzonder voor het Haarlems Dagblad, waar Walther Schaper (1914-1979) hoofdredacteur was. Toen deze in 1936 een baan accepteerde bij De Sumatra Post in Medan, volgde zij hem een jaar later; in 1937 trouwde zij met Schaper in Medan. Voor De Sumatra Post begon zij een kinder- en moderubriek. Ook schreef zij voor het maandblad Oké. Tijdens Japanse bezetting van Nederlands-Indië was zij samen met haar zoon Wouter geïnterneerd in een jappenkamp. Later hertrouwde zij met George Lampe (1921-1982) die directeur was van de Vrije Academie voor Beeldende Kunsten in Den Haag.
Vanaf begin jaren vijftig tot circa 1997 publiceerde ze ongeveer zeshonderd diepte-interviews met beroemdheden in Vrij Nederland. Onder hen waren mensen als Roald Dahl, Truman Capote, Picasso, Brigitte Bardot, Federico Fellini, Marcello Mastroianni en Andy Warhol. Haar veelal spraakmakende (en soms geruchtmakende) interviews bereidde ze gedegen voor. De interviews vonden vaak in meerdere, urenlange sessies plaats, bij voorkeur bij de geïnterviewde thuis; een enkele keer in haar eigen huis in Scheveningen. Door als het ware een band op te bouwen met de geïnterviewden wist zij hen nogal eens tot zeer openhartige uitspraken te verleiden.
Naast haar interviews schreef ze voor Vrij Nederland de rubriek Zomaarwatvrouwelijkheid. In 2008 ontving Bibeb voor haar hele oeuvre De Tegel, een jaarprijs voor de journalistiek van de Nederlandse Dagbladpers, de Nederlandse Vereniging van Journalisten, NOS, RTL Nederland en het Nederlands Genootschap van Hoofdredacteuren. Ze overleed op 18 januari 2010 op 95-jarige leeftijd.

## Varia
Bibeb heeft altijd geweigerd om zich te laten interviewen en bleef daardoor zelf wat mysterieus; ook haar geboortejaar liet zij altijd in het vage (sommigen dachten dat zij van 1922 was). Bij haar overlijden bleek ook dat haar eigenlijke geboortenaam niet Soutberg (zoals altijd vermeld werd) maar Santberg zou zijn. Een week na haar overlijden berichtte Vrij Nederland dat haar geboortenaam wel degelijk Soutberg is.

## Bekroningen
- LOF-prijs voor het vrije woord van het Lucas-Ooms Fonds (1975)
- Victorine Hefting Prijs (1997)
- de Tegel (2008) (journalistiekprijs voor haar hele oeuvre)

## Publicaties
- Bibeb in Parijs (1957)
- Bibeb in Rome (1957)
- Bibeb in Holland (1958)
- Bibeb in Londen (1959)
- Niemand zeggen (1959)
- Dans Theater (1960)
- Bibeb bij gast en gastheer (1960)
- Bibeb aan de rivièra (1961)
- Bibeb & VIP'S (1965)
- Bibeb & andere VIP's (1967)
- Bibeb Interviews 73/77 (1977)
- De mens is een ramp voor de wereld (1969)
- Sandberg: experimentele typographica, 1943-68 [met Engelse vertaling] (1969)
- Veertien vrouwen (1974)
- Bibeb met (1980)
- Bibeb & de kunst (1985)
- Drie generaties Krabbé [met Frans Keijsper] [catalogus] (1985)
- Een grote hartstocht moet je volgen (1993).

## Over Bibeb
- Adinda Akkermans & Roos Menkhorst: Bibeb. Biechtmoeder van Nederland. Amsterdam, Querido Fosfor, 2017. ISBN 9789021406558[4]
- Piet Hagen: Journalisten in Nederland. Een persgeschiedenis in portretten. Amsterdam/Antwerpen, Uitgeverij De Arbeiderspers, 2002. ISBN 90-295-2222-4

- Biografisch Portaal: 06500942
- Digitale Bibliotheek voor de Nederlandse Letteren: bibe001
- Gemeinsame Normdatei: 1053046596
- International Standard Name Identifier: 0000 0001 2030 8393
- Library of Congress Control Number: n85284181
- Nationale Bibliotheek van Israël: 987007427222105171
- Nederlandse Thesaurus van Auteursnamen: 068230214
- Istituto Centrale per il Catalogo Unico: LUAV230690
- Virtual International Authority File: 246450483
- WorldCat: E39PBJhRFRjPk6JHcwdPQ886Kd